# دون بن
دون بن (بالإنجليزية: Don Penn)‏ هو لاعب كرة قدم بريطاني في مركز الهجوم، ولد في 1959. لعب مع نادي والسول.